# Popelka (Rossini)
Popelka (italsky La Cenerentola, ossia La bontà in trionfo) je operní dramma giocoso o dvou jednáních Gioacchina Rossiniho. Autorem libreta je Jacopo Ferretti a je založené na libretech, které napsali italský spisovatel a libretista Charles-Guillaume Étienne pro operu Cendrillon s hudbou Nicolasa Isouarda (poprvé uvedenou v roce 1810 v Paříži) a Francesco Fiorini pro Agatinu o La virtù premiata s hudbou italského skladatele Stefana Pavesiho (poprvé provedenou v roce 1814 v Miláně). Všechny tyto opery jsou verzemi pohádky Popelka Charlese Perraulta. Rossiniho opera byla poprvé uvedena v římském divadle Teatro Valle 25. ledna 1817.
Rossini složil Popelku ve svých 25 letech, rok po úspěchu Lazebníka sevillského. Popelka, napsaná během tří týdnů, se považuje za jedno z nejlepších děl pro sólové hlasy a sbory. Rossini během skládání ušetřil čas opakováním předehry z opery La gazzetta a části árií z Lazebníka sevillského i zapojením spolupracovníka Luca Agoliniho, který napsal recitativy secco a tři čísla (Alidorovo „Vasto teatro è il mondo", Clorindino "Sventurata! Mi credea Sventurata! Mi credea" a sbor “Ah, della bella incognita"). Faksimile vydání autografu uvádí pro Alidora jinou árii, „Fa' silenzio, odo un rumore"; byla pravděpodobně napsána neznámým autorem pro uvedení v roce 1818. Pro nové nastudování v roce 1820 v Římě za ni vytvořil Rossini bravurní náhradu, "La, del ciel nell'arcano profondo".
Premiéra v Národním divadle v Praze se konala v roce 1932 s dirigentem Bohumírem Brzobohatým, roli Angeliny (Popelky) zpívala Míla Kočová.

## Role
| Role                                                              | Hlas                      | Premiérové obsazení, 25. ledna 1817 (dirigent: Gioachino Rossini) |
| ----------------------------------------------------------------- | ------------------------- | ----------------------------------------------------------------- |
| Angelina (Popelka)                                                | kontralt nebo mezzosoprán | Geltrude Righetti                                                 |
| Don Ramiro, princ ze Salerna                                      | tenor                     | Giacomo Guglielmi                                                 |
| Dandini, princův komorník                                         | baryton                   | Giuseppe de Begnis                                                |
| Don Magnifico, baron Montefiascone a Cenerentolova nevlastní otec | bas                       | Andrea Verni                                                      |
| Alidoro, filozof a princův bývalý učitel                          | bas                       | Zenobio Vitarelli                                                 |
| Clorinda, starší dcera Dona Magnifica                             | soprán                    | Caterina Rossi                                                    |
| Tisbe, mladší dcera Dona Magnifica                                | mezzo-soprán              | Teresa Mariani                                                    |
| Dvořané z paláce prince Ramira                                    | tenory, basy              | tenory, basy                                                      |